# شهرستان فرانکلین (ایلینوی)
شهرستان فرانکلین، (به انگلیسی: Franklin County) شهرستانی در ایالت ایلی‌نوی ایالات متحده آمریکا و بر طبق سرشماری ۲۰۱۰ این شهرستان ۳۹۵۶۱ نفر جمعیت داشته‌است.
طبق سرشماری ۲۰۱۰، مساحت این شهرستان ۱۱۱۷٫۴ کیلومتر مربع وسعت داشته که از این مقدار ۵٫۲۳ درصد آب و ۹۴٫۷۷ درصد خشکی می‌باشد.

در سال ۱۸۰۴ نخستین گروه که در این شهرستان ساکن شدند که در میان آنان شش برادر جوردن بودند.
همسایگان این شهرستان عبارتند از:
- شمال: شهرستان جفرسون
- شمال‌شرق:
- شرق: شهرستان همیلتون
- جنوب‌شرق: شهرستان سالین
- جنوب: شهرستان ویلیامسون
- جنوب‌غرب: شهرستان جکسون
- غرب: شهرستان پری
- شمال‌غرب:

این شهرستان در ۱۸۱۸ از شهرستان‌های گالاتین و وایت جدا شده‌است. این شهرستان نام خود را از بنجامین فرانکلین، یکی از بنیانگذاران ایالات متحده، دانشمند، سیاستمدار و مخترع آمریکایی گرفته‌است.
- بن تون، ایلی‌نوی، مرکز شهرستان

## نگارخانه

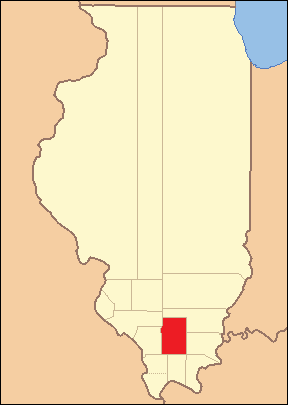
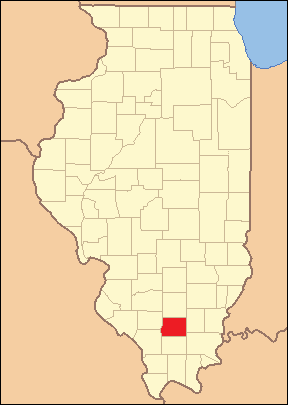